# Нова Дмитрівка (Золотоніський район)
Нова́ Дми́трівка — село в Україні, у Золотоніському районі Черкаської області, центр Новодмитрівської сільської громади. Населення — 2305 людей (на 2001 рік).
Село розташоване на північ від районного центру — міста Золотоноша і майже зливається з ним, за 8 км від залізничної станції Золотоноша I, вздовж автошляху Н08.
У селі розташовані навчально-виробнича база Золотоніського технікуму ветеринарної медицини.

## Історія
Назву село дістало від пана Дмитра Куличевського. «Нова» — додано для відрізнення від села Дмитрівка на річці Супій. Коли Дмитро Куличевський помер, син спорудив на його могилі постамент. На ньому, розповідають старожили, було вирізьблено дату заснування села. За радянської влади камінь-постамент було перевезено в Золотоніський сільськогосподарський технікум. На ньому поставили бюст Леніна при вході до навчального корпусу.
Перша писемна згадка в документах сягає 1859 року. Згідно з переписом на кріпосницькому, власницькому хуторі Нова Дмитрівка було 10 дворів, 20 мешканців. Село тягнулося на 4 версти.
У 1910 році Нова Дмитрівка складалася з 33 господарств зі 162 мешканцями. Вони мали 177 десятин землі, у тому числі 137 орної.
Після Жовтневого перевороту землі в родини Куличевських були відібрані й передані селянам.
У 1924 році село підпорядковано Золотоніській міській раді. У 1926 році утворено артіль «Батрак» за статутом комуни, в 1928-му комуну «Дніпровець». Сам Ворошилов прислав комуні в подарунок трактор «Фордзон». У 1930 році «Дніпровець» перший в Україні виконав план хлібозаготівлі. У 1935 році утворився колгосп імені Ворошилова.
255 мешканців села брали участь у радянсько-німецькій війні, з них 210 нагороджені бойовими орденами і медалями, На вшанування 165 загиблих у війні односельців в селі встановлено обеліск Слави.
15 серпня 1950 року колгосп імені Ворошилова, а також сусідні колгоспи «Новий шлях», «Перебудова» та ім. 1 Травня об'єднались в одне господарство «Україна». Господарство мало власну електростанцію, пилораму, водонапірну башту, млин. Провідним напрямом було відгодівля свиней і вирощування зернових культур, допоміжними молочне тваринництво і технічні культури.
В 1972 році в селі проживало 645 осіб, працювали восьмирічна школа, клуб на 260 місць, бібліотека з фондом 8,3 тисячі книг, фельдшерсько-акушерський пункт, 3 дитячі садки, відділення зв'язку, ощадна каса, філія комбінату побутового обслуговування, 2 магазини.

## Населення

### Мова
Розподіл населення за рідною мовою за даними перепису 2001 року:
| Мова            | Кількість | Відсоток |
| --------------- | --------- | -------- |
| українська      | 2214      | 96.05%   |
| російська       | 68        | 2.95%    |
| вірменська      | 5         | 0.22%    |
| білоруська      | 3         | 0.03%    |
| румунська       | 1         | 0.03%    |
| інші/не вказали | 14        | 0.72%    |
| Усього          | 2305      | 100%     |

## Відомі люди
Сімнадцять років працював головою сільради Карпо Федорович Печериця. Знані земляки:
- викладач Київської сільськогосподарської академії Олекса Данилович Каптановський;
- республіканський зоотехнік Міністерства сільського господарства Степан Васильович Бернацький;
- працівник Посольства в Празі Михайло Якович Капран;
- Герой Соціалістичної Праці Салогуб Олексій Тимофійович, нагороджений золотою медаллю «Серп і Молот» та орденами Леніна, Жовтневої революції та «Знак Пошани».